# Südlich des Himmels – Westlich der Hölle
Südlich des Himmels – Westlich der Hölle (Originaltitel: South of Heaven, West of Hell) ist ein US-amerikanischer Western aus dem Jahr 2000. Regie führte Dwight Yoakam, der auch das Drehbuch schrieb, die Hauptrolle übernahm und die Filmmusik mitkomponierte.

## Handlung
Anfang des 20. Jahrhunderts in Arizona. Valentine Casey ist Sheriff der Stadt Los Tragos, in die die für zahlreiche Verbrechen bekannte, von Leland angeführte Familie Henry kommt. Casey, eine Waise, wurde einst von Leland Henry erzogen.
Leland und seine Bande rauben die örtliche Bank aus. Währenddessen kommen die Schauspielerin Adalyne Dunfries und ihr Freund Smalls in die Stadt. Dunfries will ihre Tochter abholen, die sich in der Obhut von Angus Dunfries befindet. Valentine lernt Adalyne kennen und geht mit ihr eine Beziehung ein. Es geschehen einige Morde. Am Ende wird angedeutet, dass Casey tot ist.

## Kritiken
Robert Koehler schrieb in der Zeitschrift Variety vom 19. Dezember 2000, der „quasi-metaphysische Rachewestern“ bleibe so „trügerisch“ wie entfernte Fata Morgana eines langen Zuges. Ihm würden Schärfe, einheitlicher Ton, Rhythmus und Kürze fehlen, die aus ihm einen schlanken, überzeugenden Abenteuerfilm machen würden. Er leihe Elemente aus anderen Filmen wie Rio Bravo, Zwei Banditen und Pat Garrett jagt Billy the Kid, ohne sie zu beleben. Die Bilder und die Gefühle würden nicht zueinander passen („But there’s no grace to the interplay of images and emotions“), das Resultat wirke wie eine „überspitzte Pferdeoper“.
Kevin Thomas schrieb in der Los Angeles Times vom 15. Dezember 2000, der Film sei zu lang und beinhalte zu viel Stoff („Overlong, overwritten“). Der Kritiker lobte die „schöne, elegische“ Filmmusik und die „aufrüttelnde“ Kameraarbeit.

## Hintergrund
Der Film wurde in Benson (Arizona) in Mescal (Arizona) und in San Raphael Valley (Arizona) gedreht. Seine Weltpremiere fand am 28. Januar 2000 auf dem Slamdance Film Festival statt. Der Film spielte in den ausgewählten Kinos der USA ca. 17 Tsd. US-Dollar ein.